# Brezovac (Bjelovar)
Brezovac is een plaats in de gemeente Bjelovar in de Kroatische provincie Bjelovar-Bilogora. De plaats telt 1113 inwoners (2001).